# Jörgen Augustsson
Jörgen Augustsson (28 de outubro de 1952) é um ex-futebolista sueco que atuava como zagueiro.

## Carreira
Augustsson competiu na Copa do Mundo FIFA de 1974, sediada na Alemanha, na qual a seleção de seu país terminou na quinta colocação dentre os 16 participantes.